# Sveti Florijan, Rogaška Slatina
Sveti Florijan, pogosto zapisano okrajšano kot Sv. Florijan, med letoma 1948 in 1993 imenovan Stojno selo, je naselje v Občini Rogaška Slatina.